# Skarby śniegu (powieść)
Skarby śniegu (ang. Treasures of the Snow) – powieść dla dzieci z chrześcijańskim przesłaniem autorstwa Patricii St. John.
Książka opowiada o grupie dzieci mieszkających w szwajcarskich Alpach i dramacie, jaki wydarzył się tam pomiędzy nimi.

## Ekranizacje
- Skarby śniegu – film z 1980 roku
- Anette – japoński serial animowany z 1983 roku